# Károly Fatér
Károly Fatér (Veszprém, 9 de abril de 1940 – 19 de setembro de 2020) foi um futebolista húngaro que atuou como goleiro.

## Carreira
Fatér atuou em todas as partidas com a seleção de seu país nos Jogos Olímpicos de 1968, dos quais ganhou a medalha de ouro.

## Morte
Morreu em 19 de setembro de 2020, aos 80 anos.